# Матей Зъхненски
Матей Серски (на гръцки: Ματθαίος) е православен духовник, зъхненски митрополит във втората половина на XIV век.

## Биография
Матей става зъхненски митрополит. От 1383 до 1387 година, когато митрополит Матей Серски е в робство и член на Синода в Константинопол, Матей Зъхненски управлява и Серската митрополия. Подписва се Смирен митрополит зъхненски и управляващ серски с правото на  правата на Негово светейшество владиката ми вселенския патриарх и ипетртим Матей (ο ταπεινός μητροπολίτης Ζιχνών και πρόεδρος Σερρών και τα δίκαια έχων του παναγιωτάτου μου αυθέντου και δεσπότου του οικουμενικού πατριάρχου και υπέρτιμος Ματθαίος).